# Double Fine Productions
Double Fine Productions är en amerikansk datorspelsutvecklare som grundades i juli 2000 av Tim Schafer efter att han slutat på LucasArts. Han startade Double Fine Productions med en del av utvecklarteamet bakom Grim Fandango samt nya anställda.
Double Fines första färdigställda projekt var multiplattformspelet Psychonauts. Spelet hyllades av pressen och fanns tillgängligt till Xbox, Playstation 2 och PC.
Double Fines andra projekt var actionäventyrsspelet Brütal Legend. Spelet publicerades av Electronic Arts och släpptes i Nordamerika den 13 oktober 2009 för Playstation 3 och Xbox 360. Brütal Legend har fått mycket positiv respons från pressen, vilka hyllade spelets berättelse och karaktärer. Även spelvärlden i spelet, inspirerat från olika Heavy-metal omslag, var också väl mottagen.
Spelstudions officiella webbplats är också hem åt fyra webbserier, som alla tecknas av Double Fines designteam. Dessa serier kallas Double Fine Action Comics.

## Spel
| År   | Titel                                   | Plattformar                                                                                               | Utgivare/Finansiär                                      |
| ---- | --------------------------------------- | --- | ------------------------------------------------------- |
| 2005 | Psychonauts                             | Microsoft Windows, OS X, Linux, PlayStation 2, Xbox                                                       | Majesco, Dracogen, Microsoft, Double Fine, Nordic Games |
| 2009 | Brütal Legend                           | Microsoft Windows, OS X, Linux, PlayStation 3, Xbox 360                                                   | Electronic Arts, Dracogen, Double Fine                  |
| 2010 | Costume Quest                           | Microsoft Windows, OS X, Linux, PlayStation Network, Xbox Live Arcade                                     | THQ, Dracogen, Double Fine, Nordic Games                |
| 2011 | Stacking                                | Microsoft Windows, OS X, Linux, PlayStation Network, Xbox Live Arcade                                     | THQ, Dracogen, Double Fine, Nordic Games                |
| 2011 | Iron Brigade (formerly titled Trenched) | Microsoft Windows, Xbox Live Arcade                                                                       | Microsoft                                               |
| 2011 | Sesame Street: Once Upon a Monster      | Xbox 360 with Kinect                                                                                      | Warner Bros. Interactive Entertainment                  |
| 2012 | Double Fine Happy Action Theater        | Xbox Live Arcade with Kinect                                                                              | Microsoft                                               |
| 2012 | Middle Manager of Justice               | iOS, Android                                                                                              | Dracogen, Double Fine                                   |
| 2012 | Amnesia Fortnight 2012                  | Microsoft Windows                                                                                         | Double Fine                                             |
| 2012 | Kinect Party                            | Xbox Live Arcade with Kinect                                                                              | Microsoft                                               |
| 2013 | The Cave                                | Microsoft Windows, OS X, Linux, PlayStation Network, Xbox Live Arcade, Nintendo eShop, Android, Ouya, iOS | Sega                                                    |
| 2013 | Dropchord                               | Microsoft Windows and OS X with Leap Motion controller, Ouya, iOS, Android                                | Dracogen, Double Fine                                   |
| 2013 | Autonomous                              | Microsoft Windows with Leap Motion controller                                                             | Double Fine                                             |
| 2013 | My Alien Buddy                          | PlayStation 4 with PlayStation Camera                                                                     | Sony                                                    |
| 2014 | Broken Age                              | Microsoft Windows, OS X, Linux, Ouya, iOS, Android                                                        | Kickstarter, Steam Early Access, Double Fine            |
| 2014 | Amnesia Fortnight 2014                  | Microsoft Windows                                                                                         | Double Fine                                             |
| 2014 | Hack 'N' Slash                          | Microsoft Windows, OS X, Linux                                                                            | Indie Fund, Double Fine                                 |
| 2014 | Massive Chalice                         | Microsoft Windows, OS X, Linux                                                                            | Kickstarter, Double Fine                                |
| 2014 | Costume Quest 2                         | Microsoft Windows                                                                                         | Double Fine                                             |
| 2014 | Spacebase DF-9                          | Microsoft Windows, OS X, Linux                                                                            | Indie Fund, Steam Early Access, Double Fine             |
| 2015 | Grim Fandango Remastered                | Android, iOS, Linux, macOS, Microsoft Windows, Nintendo Switch, PlayStation 4, PlayStation Vita           | Double Fine Productions                                 |
| 2016 | Day of the Tentacle Remastered          | iOS, Linux, macOS, Microsoft Windows, PlayStation 4, PlayStation Vita                                     | Double Fine Productions                                 |
| 2017 | Full Throttle Remastered                | iOS, Linux, macOS, Microsoft Windows, PlayStation 4, PlayStation Vita                                     | Double Fine Productions                                 |